# Châtillon-en-Dunois

Châtillon-en-Dunois este o comună în departamentul Eure-et-Loir, Franța. În 1 ianuarie 2018 avea o populație de 834 de locuitori.